# لويس سيرنودا
كان لويس سيرنودا بيدون (21 سبتمبر 1902-5 نوفمبر 1963) شاعرًا إسبانيًا، وعضوًا في مجموعة جيل 27. ذهب إلى المملكة المتحدة لإلقاء بعض المحاضرات في أوائل عام 1938 خلال الحرب الأهلية الإسبانية، وكان ذلك بداية منفى استمر حتى نهاية حياته. عمل أستاذًا في كل من جامعة غلاسكو وكامبريدج قبل انتقاله في عام 1947 إلى الولايات المتحدة، وانتقل إلى المكسيك في خمسينيات القرن العشرين. استمر سيرنودا في كتابة الشعر، ونشر أيضًا كتبًا متنوعة تضمنت المقالات النقدية التي تغطي الأدب الفرنسي والإنجليزي والألماني بالإضافة إلى الأدب الإسباني. كان سيرنودا صريحًا بشأن مثليته الجنسية، في وقت كانت فيه المثلية مشكلة بحد ذاتها، وأصبح نموذجًا يحتذى به في إسبانيا. نُشرت قصائده المُجمَّعة تحت عنوان الحقيقة والرغبة.

## سيرة شخصية

### مدريد وفرنسا
توفيت والدة سيرنودا في يوليو عام 1928، وغادر إلى إشبيلية في بداية سبتمبر من ذلك العام. أمضى بضعة أيام في مالقة مع ألتولاغيرّي وبرادوس وخوسيه ماريا هينوجوسا قبل الانتقال إلى مدريد. لم ينوي سيرنودا الاستفادة من شهادته في القانون بشكل عملي، وأدرك أن الشعر هو الشيء الوحيد الذي يهمه حقًا. جدد معرفته مع بيدرو ساليناس والتقى ببيثنتي أليكساندري. سهّل له ساليناس الطريق ليصبح مدرس اللغة الإسبانية في جامعة تولوز. تولى المنصب في نوفمبر ومكث هناك لمدة عام دراسي. قادته تجربة العيش بمفرده في مدينة أجنبية إلى إدراك نفسه بشكل حاسم، فكان خجله المتأزم، وتعاسته في بيئة عائلية، وإحساسه بالعزلة عن بقية البشر، أعراضًا لمثلية جنسية كامنة تقبّلها وتجلت حينها بروح التحدي. أدى ذلك إلى تغيير حاسم في نوع الشعر الذي كتبه. اكتشف أيضًا حب موسيقى الجاز والأفلام، والتي يبدو أنها نشّطت اهتمامه بالولايات المتحدة الأمريكية.
عاش سيرنودا في مدريد خلال الفترة التي عاد فيها من تولوز منذ يونيو 1929 حتى 1936، وشارك بنشاط في المشهد الأدبي والثقافي للعاصمة الإسبانية. وجد وظيفة في مكتبة يملكها ليون سانشيز كويستا في بداية عام 1930. عمل طوال هذه الفترة مع العديد من المنظمات التي تحاول النهوض بإسبانيا أكثر ليبرالية وتسامحًا؛ فشارك مثلًا بين عامي 1932 و1935 في منظمة البعثات التربوية- وهي منظمة توعوية ثقافية أنشأتها الجمهورية الإسبانية. ساهم أيضًا بمقالات في المجلات المتطرفة مثل مجلة أكتوبري، والتي كان ألبيرتي وزوجته ماريا تيريزا ليون محررين فيها، فدل ذلك على التزامه السياسي في ذلك الوقت، على الرغم من عدم وجود دليل على انضمامه رسميًا إلى الحزب الشيوعي. استقر في شارع فيرياتو بمدريد في يونيو عام 1935 فوق شقة ألتولاغيرّي وزوجته كونشا منديز.
شارك مع لوركا وألبرتي في فبراير عام 1936 في تكريم الكاتب الغاليسي فالي إنكلان. تمكن من نشر مجموعة شعرية واحدة فقط بعنوان حيث يسكن النسيان في عام 1934 منذ مجموعة ملامح مميزة الشعرية، وبعض القصائد الفردية. أعطته هذه الصعوبة في النشر الفرصة لمراجعة عمله والتفكير فيه؛ وخطر له في هذه الأثناء أنه يستطيع جمع أشعاره كلها تحت عنوان الحقيقة والرغبة. نشر خوسيه بيرغامين الكتاب في مجلته كروز إي ريا في أبريل عام 1936. أضافت الطبعات اللاحقة قصائد جديدة ككتب منفصلة تحت هذا العنوان الجماعي. أقيم عشاء احتفالي في 21 أبريل حضره كل من لوركا، وساليناس، وبابلو نيرودا، وألتولاغيرّي، وألبيرتي، وأليكساندر، وبيرغامين نفسه.

### الولايات المتحدة والمكسيك
نصحه أحد الطلاب في نهاية العام الدراسي 1947-1948 بعدم البقاء في ماونت هوليوك على الرغم من أنه كان سعيدًا هناك؛ وبدأ هو نفسه بالتساؤل عما إذا كانت مفيدة لشعره. ذهب بأول زيارة له للمكسيك في صيف عام 1949، وكان منبهرًا جدًا فيها لدرجة أنه بدأ بالشعور بأن ماونت هوليوك يبدو مزعجًا. يمكن ملاحظة ذلك في مجموعة النثر بعنوان الاختلافات حول الموضوع المكسيكي التي كتبها في شتاء 1949-1950. بدأ يقضي الصيف في المكسيك، والتقى في عام 1951، خلال إجازة لمدة 6 أشهر، بالشخص المجهول (الذي عرّفه سيرنودا فقط باسم سلفادور)، وهو مصدر إلهام لمجموعة «قصائد الجسد»، الذي بدأ في كتابتها في ذلك الوقت. كانت هذه غالبًا أسعد فترة في حياته.
لم يلتق بالشخص المجهول كثيرًا بسبب انتهاء صلاحية تأشيرته المكسيكية وعودته إلى الولايات المتحدة عبر كوبا. أصبح من المستحيل عليه الاستمرار في العيش في ماونت هوليوك بسبب شهور الشتاء الطويلة، وقلة الشمس، والثلج، فكانت كلها عوامل أدت إلى إحباطه. استقال من منصبه عند عودته من إجازة عام 1952، فتخلى بذلك عن منصب لائق، وراتب ممتاز، وحياة في بلد ودود ومضياف وفر له أسلوب حياة مريح. كان لديه دائمًا مزاج مضطرب، ورغبة في السفر إلى أماكن جديدة. كان الحب هو الشيء الوحيد القادر على التغلب على هذه الحاجة، والذي يشعره بأنه في منزله في مكان ما للتغلب على إحساسه بالعزلة. يدل ذلك غالبًا على أحد أسباب انجذابه إلى السرياليين، وهو الإيمان بالقوة الساحقة للحب. انجذب سيرنودا للشباب الجميلين، وكان لديه أيضًا رغبة مستمرة في المضي عكس اتجاه أي مجتمع وجد نفسه فيه. ساعده هذا خلال شبابه في عدم التأثر بالأساليب المحلية في إشبيلية، التي اعتقد سكانها أنهم يعيشون في مركز العالم بدلًا من عاصمة إقليمية. ساعد ذلك أيضًا في تحصينه ضد أجواء ونعم مدريد أو أي مكان آخر كان يعيش فيه.
استقر في نوفمبر عام 1952 في المكسيك مع أصدقائه القدامى كونشا مينديز وزوجها ألتولاغيرّي (على الرغم من انفصالهما في عام 1944 وطلاقهما لاحقًا، واحتمالية بقاء سيرنودا مع كونشا). كان محاضرًا في الجامعة الوطنية المستقلة في المكسيك بين عامي 1954 و1960. نُشرت الطبعة الثالثة من مجموعة الحقيقة والرغبة في المكسيك في عام 1958. كتب سيرنودا مقالًا عن تلك الطبعة بعنوان تاريخ الكتاب والذي يأخذ عمله في الاعتبار، كما قال، «حتى أحدّ قليلًا من رؤيتي لطريقة صنعي لقصائدي، بل بالأحرى، كما قال غوته، كيف صنعتني. توفي ألتولاغيرّي في عام 1958 وتولى سيرنودا مهمة تحرير شعره. ماتت شقيقتاه في عام 1960.
حاضر في جامعة كاليفورنيا في يونيو عام 1960، وأصبح صديقًا لكارلوس أوتيرو، الذي كان يقدم أطروحة دكتوراه عن شعر سيرنودا في ذلك العام. يبدو أن هذه الإقامة قد أعادت نشاط سيرنودا، إذ بدأ في كتابة الشعر مرة أخرى عند عودته إلى المكسيك. شكلت القصائد التي كتبها في خريف وشتاء عام 1960-1961 نواة مجموعته الأخيرة، هلاك الوهم، التي أكملها في سان فرانسيسكو بعد بضعة أشهر. ألقى دورات في كلية ولاية سان فرانسيسكو منذ أغسطس 1961 حتى يونيو 1962. ذهب بزيارته الثالثة والأخيرة إلى كاليفورنيا بعد عودته القصيرة إلى المكسيك في سبتمبر عام 1962؛ حيث كان أستاذًا زائرًا في جامعة كاليفورنيا بلوس أنجلوس حتى يونيو عام 1963. أمضى صيف عام 1963 في المكسيك، ورفض دعوة لإلقاء محاضرة في جامعة جنوب كاليفورنيا في أغسطس بسبب حاجته للخضوع لفحص طبي من أجل تمديد تأشيرته. توفي في منزل كونشا مينديز بنوبة قلبية في 5 نوفمبر عام 1963، ودُفن في بانتيون غاردين بمكسيكو سيتي. لم يتزوج سيرنودا أبدًا وليس لديه أي أولاد.